# Michael Kovac
Michael Kovac (* 7. April 1970 als Martin Hutter in Linz, Österreich) ist ein österreichischer Wrestler. Er tritt auch unter dem Ringnamen „Der Obermacker“ an. Wegen seiner Ausbildung in den wichtigsten Wrestling-Stilarten gilt Kovac als sogenannter „Allrounder“.

## Karriere
Kovac debütierte 1993 und trat ab 1996 für die CWA an. Mit einem Gewicht von knapp über 105 kg zählt er zu den Heavyweights. Er ist 180 cm groß und wrestlete bereits in Irland, Frankreich, Deutschland, Italien, Schweiz, Finnland, Dänemark, Amerika u. v. m.
Während seiner Karriere agierte er mit großen Namen wie Fit Finlay, Rob van Dam, Sabu, 2Cold Scorpio, Bam Bam Bigelow, Dan Severn, Tazz, Masato Tanaka, Kendo Kashin, Minoru Tanaka, Yutaka Yoshie, Funaki, The Headshrinkers, Carl Oulette, Jesse James, Jerry Lynn, A.J. Styles, Bryan Danielson, Rhino, Steve Corino, Chris Sabin, Alex Shelley, Frankie Kazarian und Homicide. 1998 bestritt er einige offizielle ECW Matches bei diversen Houseshows.
Den Namen "Michael Kovac" bekam Martin von der Legende "Big" Otto Wanz. Er erinnerte ihn an Joshi Kovac (einen ungarischen Ringer).
Er ist Trainer und Besitzer der Powerplexx Wrestlingschule in Wien. Er betreute u. a. Chris Raaber, Absolute Andy, Gunther, Robert Ray und Steve Swallow.

## Erfolge
- Catch Wrestling Association
  - 3 × CWA World Junior Champion
- Athletik Club Wrestling
  - ACW International Champion
- German Stampede Wrestling
  - 2 × GSW Heavyweight Champion
  - GSW Tag Team Champion
- European Wrestling Association
  - EWA World Heavyweight Champion
- RWA Riotgas Wrestling Alliance
  - RWA Schwergewichtsmeister
- German Wrestling Federation
  - GWF Heavyweight Champion
- GWA Wrestling
  - GWA Heavyweight Champion
- European Wrestling Fighters
  - EWF World Heavyweight Champion
- EXS! Wrestling Premiere League
  - 2 × EXS! Tag Team Champion
- Free-Style Championship Wrestling
  - FCW Tag Team Champion
- Erding Wrestling Show
  - EWS Tag Team Champion